# Джалалпур
Джалалпур (урду جلالپور, англ. Jalalpur) — город в восточной части Пакистана, расположенный в провинции Пенджаб. Является административным центром одноимённого округа. Это центр округа Джалалпур-Джаттан, расположенный примерно в 50 км от Кашмира.

## География и климат
Город расположен на Индо-Гангской равнине в 120 км к юго-востоку от Исламабада. Климат тропический муссонный с жарким летом (до +45 °C) и мягкой зимой (+10-15 °C).

## История
Александр победил царя Пора и в том числе основал на его земле город Шаклангар около реки Ченаб. Население было преимущественно греческим. После ухода Александра город еще долгое время процветал. Предполагается, что в городе были постройки Чандрагупта Маурья. Джалал ад-Дин Фируз, опиравшийся на город для борьбы с монгольским завоеванием назвал город в свою честь Джалалабад. Затем город был еще раз переименован местными джаттами. В колониальный период (1849—1947) был важным торговым центром.

## Экономика
Основные отрасли:
- Сельское хозяйство (хлопок, пшеница, сахарный тростник)
- Текстильная промышленность
- Производство кожаных изделий
- Ковроткачество (знаменитые «джалалпурские ковры»)

## Демография
| Год  | Численность |
| ---- | ----------- |
| 1951 | 18138       |
| 1961 | 16988       |
| 1972 | 23459       |
| 1981 | 29590       |
| 1998 | 69395       |
| 2017 | 96210       |
| 2023 | 146743      |

Данные из 

Характеристики населения (2023):
- Плотность: 1,214 чел/км²
- Годовой прирост: 2.7%
- Соотношение полов: 105 мужчин на 100 женщин
- Грамотность: 68% (выше среднего по Пакистану)

## Достопримечательности
- Мечеть Джалал-уд-дина (XIX век)
- Форт Джалалпур (руины могольской крепости)
- Ежегодный фестиваль суфийской музыки

## Транспорт
Через город проходит:
- Автодорога N5 (Карачи—Пешавар)
- Железнодорожная станция Пакистанские железные дороги

## Известные уроженцы
- Абдул Хак (1920—1995) — классик урду-язычной поэзии[5]
- Захра Шахид Хуссейн (1954—2013) — политик, мэр Лахора